# Jack Maxsted
John „Jack“ Albert Maxsted (* 30. April 1916 in Kingston upon Thames, Surrey, England; † September 2001 in Bath, Somerset, England) war ein britischer Artdirector und Szenenbildner, der einen Oscar für das beste Szenenbild gewann.

## Leben
Maxsted begann seine Tätigkeit als Artdirector und Szenenbildner 1939 in Filmen wie Sons of the Sea sowie Inquest und wirkte bis 1979 an der szenischen Ausstattung von mehr als 40 Filmen mit.
1972 gewann er mit John Box, Vernon Dixon, Ernest Archer und Gil Parrondo einen Oscar für das beste Szenenbild, und zwar für den von Franklin J. Schaffner inszenierten Historienfilm Nikolaus und Alexandra (1971) über Zar Nikolaus II. von Russland und dessen Ehefrau Alexandra mit Michael Jayston, Janet Suzman und Roderic Noble in den Hauptrollen.

## Filmografie
- 1939: Inquest
- 1939: Sons of the Sea
- 1960: And the Same to You
- 1963: Lancelot, der verwegene Ritter (Lancelot and Guinevere)
- 1963: Jason und die Argonauten
- 1967: Fathom
- 1969: Luftschlacht um England
- 1971: Das Mörderschiff (When Eight Bells Toll)
- 1971: Diamantenfieber
- 1971: Nikolaus und Alexandra
- 1973: Papillon
- 1979: Im Banne des Kalifen

## Auszeichnungen
- 1972: Oscar für das beste Szenenbild für den Film Nikolaus und Alexandra